# Parajotus cinereus
Parajotus cinereus is een spinnensoort in de taxonomische indeling van de springspinnen (Salticidae).
Het dier behoort tot het geslacht Parajotus. De wetenschappelijke naam van de soort werd voor het eerst geldig gepubliceerd in 2004 door Wanda Wesołowska.